# Svein Fjælberg
Svein Fjælberg (ur. 12 stycznia 1959 w Soli) – norweski piłkarz występujący na pozycji obrońcy.

## Kariera klubowa
Fjælberg karierę rozpoczynał w zespole Sola FK. W 1979 roku został graczem pierwszoligowego Vikinga. Występował tam do końca kariery w 1990 roku. Wraz z Vikingiem zdobył dwa mistrzostwa Norwegii (1979, 1982) oraz dwa Puchary Norwegii (1979, 1989). Spędził z nim także dwa sezony w drugiej lidze (1987, 1988).

## Kariera reprezentacyjna
W reprezentacji Norwegii Fjælberg zadebiutował 11 sierpnia 1982 w wygranym 1:0 meczu Mistrzostw Nordyckich ze Szwecją. W 1984 roku znalazł się w kadrze na Letnie Igrzyska Olimpijskie, zakończone przez Norwegię na fazie grupowej. W latach 1982–1986 w drużynie narodowej rozegrał 20 spotkań.